# Tanimbar-szigeteki berkiposzáta
A Tanimbar-szigeteki berkiposzáta (Horornis carolinae) a verébalakúak (Passeriformes) rendjébe, ezen belül a Cettiidae családba és a Horornis nembe tartozó faj. 12-13 centiméter hosszú. A Kis-Szunda-szigetek legkeletibb szigetcsoportjának (Tanimbar-szigetek) erdőiben él. Kis gerinctelenekkel táplálkozik. Életterületének csökkenése miatt mérsékelten veszélyeztetett.

## Fordítás
- Ez a szócikk részben vagy egészben  a   Tanimbar bush warbler című angol Wikipédia-szócikk fordításán alapul.  Az eredeti cikk szerkesztőit annak laptörténete sorolja fel. Ez a jelzés csupán a megfogalmazás eredetét és a szerzői jogokat jelzi, nem szolgál a cikkben szereplő információk forrásmegjelöléseként.